# 4435 Holt
4435 Holt је Марсов тројански астероид чија средња удаљеност од Сунца износи 2,317 астрономских јединица (АЈ).
Апсолутна магнитуда астероида је 13,2.